# Zainol Gulam
Zainol Gulam (* 4. Februar 1992 in Singapur), mit vollständigen Namen Muhammad Zainol Bin Gulam Mohamed, ist ein singapurischer Fußballtorwart.

## Karriere
Zainol Gulam erlernte stand 2013 beim Warriors FC unter Vertrag. 2014 wechselte er zu den Woodlands Wellington. Der Singapore Recreation Club nahm ihn 2015 unter Vertrag. 2016 kehrte er zu seinem ehemaligen Verein Warriors FC zurück. Der Verein spielte in der ersten Liga, der S. League. 2017 stand er mit den Warriors im Finale des Singapore League Cup. Im Endspiel verlor man 1:0 gegen Albirex Niigata (Singapur). Für die Warriors stand er neunmal in der ersten Liga zwischen den Pfosten. 2018 wechselte der Torwart zum Ligakonkurrenten Geylang International. Hier stand er bis Mitte August 2021 unter Vertrag. Für Geylang stand er 43-mal in der Liga zwischen den Pfosten. Von Mitte August 2021 bis Mitte Juni 2022 pausierte er. Am 18. Juni 2022 nahm ihn der Erstligist Hougang United unter Vertrag. Am 19. November 2022 stand er mit Hougang im Finale des Singapore Cup. Das Finale gegen die Tampines Rovers gewann man mit 3:2. Nach insgesamt vier Ligaspielen wechselte er im Januar 2024 zum Ligakonkurrenten Albirex Niigata (Singapur). Der Verein ist ein Ableger des japanischen Vereins Albirex Niigata.

## Erfolge
Warriors FC
- Singapore League Cup

Finalist: 2017
Hougang United
- Singapore Cupsieger: 2022